# دوبری لاکی
دوبری لاکی (به بلغاری: Dobri Laki) یک منطقهٔ مسکونی در بلغارستان است که در استان بلاگووگراد واقع شده‌است.